# لیسا بلونت
لیسا بلونت (انگلیسی: Lisa Blount; ۱ ژوئیهٔ ۱۹۵۷ – ۲۷ اکتبر ۲۰۱۰) یک هنرپیشه، و تهیه‌کننده اهل ایالات متحده آمریکا بود. وی بین سال‌های ۱۹۵۷ تا ۲۰۱۰ میلادی فعالیت می‌کرد.
او در فیلم های زن اغواگر و جعبه مهتاب بازی کرده‌است.